# Jolanda Urech
Jolanda Urech geborene Rettenmund (geboren 1953 in Schönenwerd) ist eine Schweizer Kommunalpolitikerin (SP). Sie war von 2013 bis 2017 Stadtpräsidentin von Aarau und damit die erste Frau an der Spitze einer grossen Aargauer Stadt.

## Leben
Jolanda Urech wuchs zusammen mit ihrem jüngeren Bruder bei ihren Grosseltern in Schönenwerd auf. Dort lebte sie bis zu ihrem 21. Lebensjahr, dann zog sie nach Aarau. Sie ist mit Jakob Urech verheiratet und hat mit ihm zwei erwachsene Söhne.

## Beruflicher Werdegang
Ab Beginn der 1990er Jahre war Urech in der aarauischen Politik tätig. Von 1990 bis 1997 war sie Mitglied des Einwohnerrats. 1997 kandidierte sie für die Grünen für den Stadtrat, wurde aber nicht gewählt. In der nächsten Legislaturperiode hatte sie – nun für die SP – Erfolg. Von 2002 bis 2013 war sie als Stadträtin für das Ressort Verkehr und Umwelt zuständig.
Als dann die Kandidatin der SP für das Stadtpräsidium aus gesundheitlichen Gründen ihr Amt nicht ausüben konnte, sprang Urech ein. Es gelang ihr im September 2013 überraschend, mit 609 Stimmen Vorsprung auf Lukas Pfisterer die jahrzehntelange Vorherrschaft der FDP an der Spitze der Kantonshauptstadt zu beenden und zur ersten SP-Stadtpräsidentin von Aarau gewählt zu werden. Bis dahin war in keiner der grossen Gemeinden die Exekutive von einer Frau geleitet worden. Da in dieser Legislaturperiode im Aarauer Stadtrat mit Jolanda Urech, Angelica Cavegn Leitner, Regina Jäggi und Franziska Graf-Bruppacher vier Frauen drei Männern gegenüberstanden, konnte Urech mit einer Frauenmehrheit regieren.
In Urechs Amtszeit erhielt Aarau den Wakkerpreis.
Urech übte ihr Amt bis 2017 aus. Im Januar 2017 gab sie bekannt, dass sie für die nächsten Wahlen auf eine erneute Kandidatur verzichten und sich nach 24 Jahren aus der aktiven Kommunalpolitik zurückziehen werde.

## Politische Schwerpunkte
Beim Amtsantritt als Stadtpräsidentin äusserte Urech, dass ihr die Fortführung der Pflege des sozialen Zusammenhalts der unterschiedlichen Bevölkerungsschichten und Generationen sowie ein gutes Verhältnis zu den Nachbargemeinden wichtig seien. Aarau solle als Regionalzentrum selbstbewusst auftreten und Urbanität, Offenheit, Toleranz und Lebensfreude ausstrahlen. Angesichts einer bürgerlichen Mehrheit im Stadtrat und einer Linksorientierung im Präsidium war es ihre Absicht, den Stadtrat kooperativ zu führen.

## Ämter und Mitgliedschaften (Auswahl)
- Ab 2014: Vorsitzende des Planungsverbandes der Region Aarau (PRA)[6]
- Bis 2018: Präsidentin der IBAarau[4]
- Ab 2021: Vorsitzende des Vereins Freunde Stadtmuseum Aarau[7]
- Stiftungsrätin der Stiftung für Kaufmännische Berufsbildung des Kaufmännischen Verbandes Aarau-Mittelland